# Srčevec
Srčevec je pesniška zbirka Svetlane Makarovič. Knjiga je izšla leta 1973 pri Cankarjevi založbi.

## Vsebina
Pesniško zbirko sestavljajo predvsem tri ali štiri štirivrstičnice, v katerih Makarovičeva upesnjuje teme in motive iz slovenske in slovanske poganske mitologije in folklore. Ritem pesmi je blizu glasbenim vzorcem ljudskega, predvsem baladnega pesništva. Pesnica v delu raziskuje nezmožnost uresničenja popolne ljubezni.